# Arum titan
Amorphophallus titanum
Pour les articles homonymes, voir Arum (homonymie) et Titan.
Espèce
Classification APG III (2009)
Statut de conservation UICN

 EN  : En danger
L’Arum titan, Amorphophallus titanum, également appelé le « phallus de titan », est une espèce de plantes de la famille des Aracées. Son inflorescence est une des plus hautes du monde après celle du tallipot, avec plus de trois mètres (la fleur simple la plus grande étant la Rafflesia).

## Description
Comme pour les genres voisins Arum et Calla, l’espèce est monoïque et l’inflorescence consiste en un spadice charnu odorant à la base duquel sont disposées les fleurs (mâles au-dessus, et femelles en dessous), le tout enveloppé par une spathe qui a l’aspect d’un gigantesque pétale.
L'inflorescence de l'Arum titan est une des plus grandes au monde (celle de Puya raimondii peut atteindre 6-8 mètres) : la hauteur de son spadice dépasse généralement 1,50 m et peut atteindre 3,5 m dans la nature ; en culture le record en plein air (2,95 m) a été observé en 2001 au jardin botanique de Bogor et le record sous serre (3,10 m) en 2010 dans la collection privée du Dr Louis Ricciardiello à Laconia (New Hampshire) (record homologué par le Livre Guinness des records).
La floraison d'arum titan est très rare puisqu'elle ne se produit que tous les trois à dix ans, entre octobre et mars, durant la saison des pluies. Les fleurs femelles s’ouvrent en premier, suivies à un ou deux jours d’intervalle par les fleurs mâles, cette caractéristique évitant l’auto-fécondation. La floraison proprement dite est brève (72 heures), et pendant celle-ci, la température de la fleur augmente considérablement favorisant l’émission de son parfum : la fleur cadavre sapromyophile de l’Arum titan exhale une odeur pestilentielle (mélange de cadavre en décomposition et de poisson pourri) attirant un gros coléoptère du genre Diamesus (en) qui le pollinise. Cette odeur est si forte qu’elle est détectable à 800 mètres.
Après la germination des graines, la plante développe chaque année une feuille et le tubercule grossit ; il faut une dizaine d’années au tubercule, qui atteint alors au moins une dizaine de kilogrammes, pour émettre sa fleur phénoménale. Une fois la fleur fanée, une seule feuille, qui atteint la taille d’un petit arbre, se développe. Le pétiole se divise en trois et la feuille est composée de nombreuses folioles. La feuille peut atteindre 6 m de haut et 5 m d’envergure. Chaque année, la vieille feuille meurt et une nouvelle la remplace. Quand la racine (tubercule) a emmagasiné assez d’énergie, elle entre en période de dormance pour environ 4 mois, avant qu'une fleur n'éclose, puis le processus reprend.
Le record de poids d'un tubercule cultivé en serre a été observé à l'hiver 2012-2013 au Jardin botanique national de Belgique à Meise : le tubercule pesé lors du rempotage atteignait 130 kg et la plante a fleuri l'été suivant.

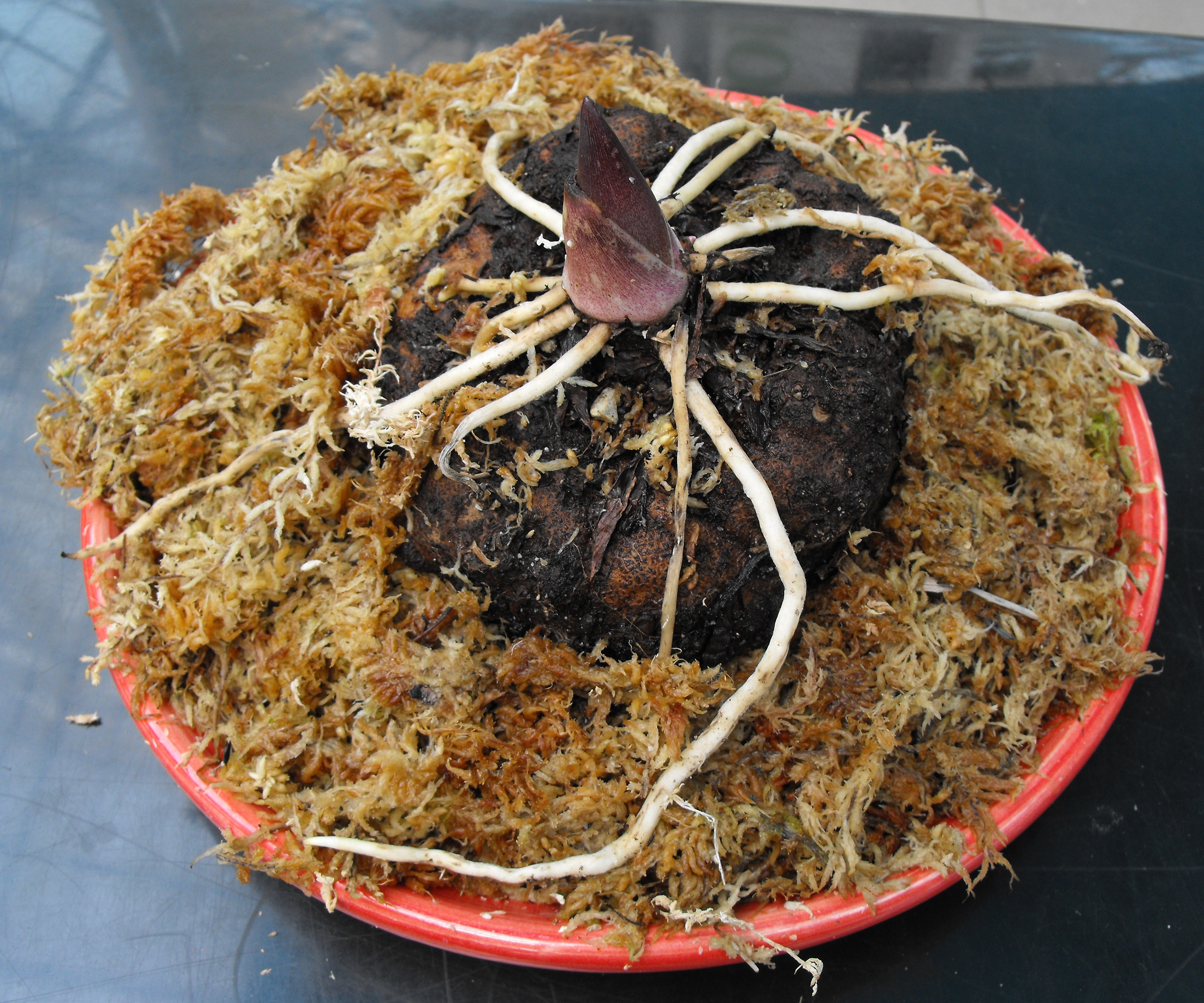
Tubercule
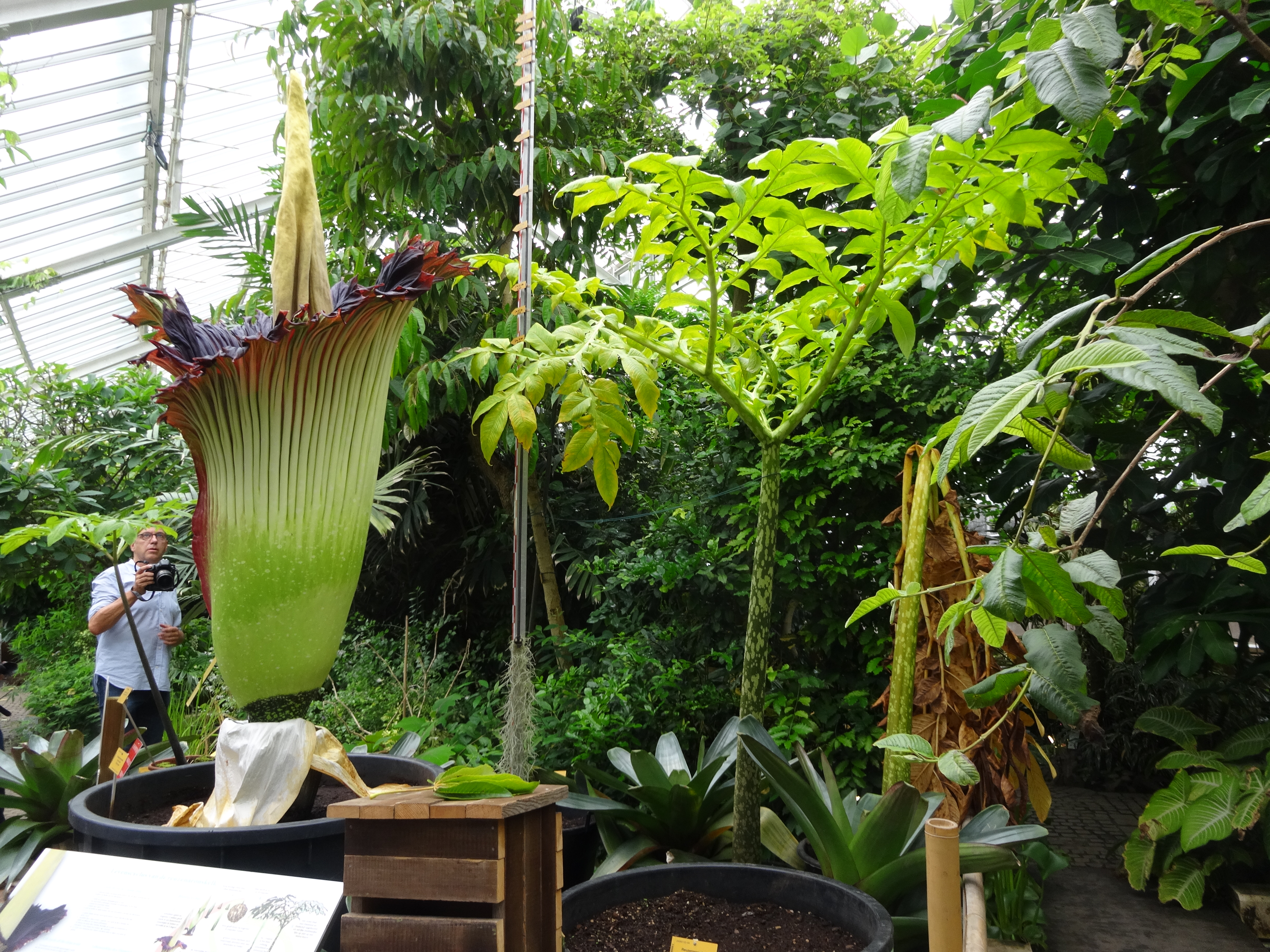
Inflorescence et feuille
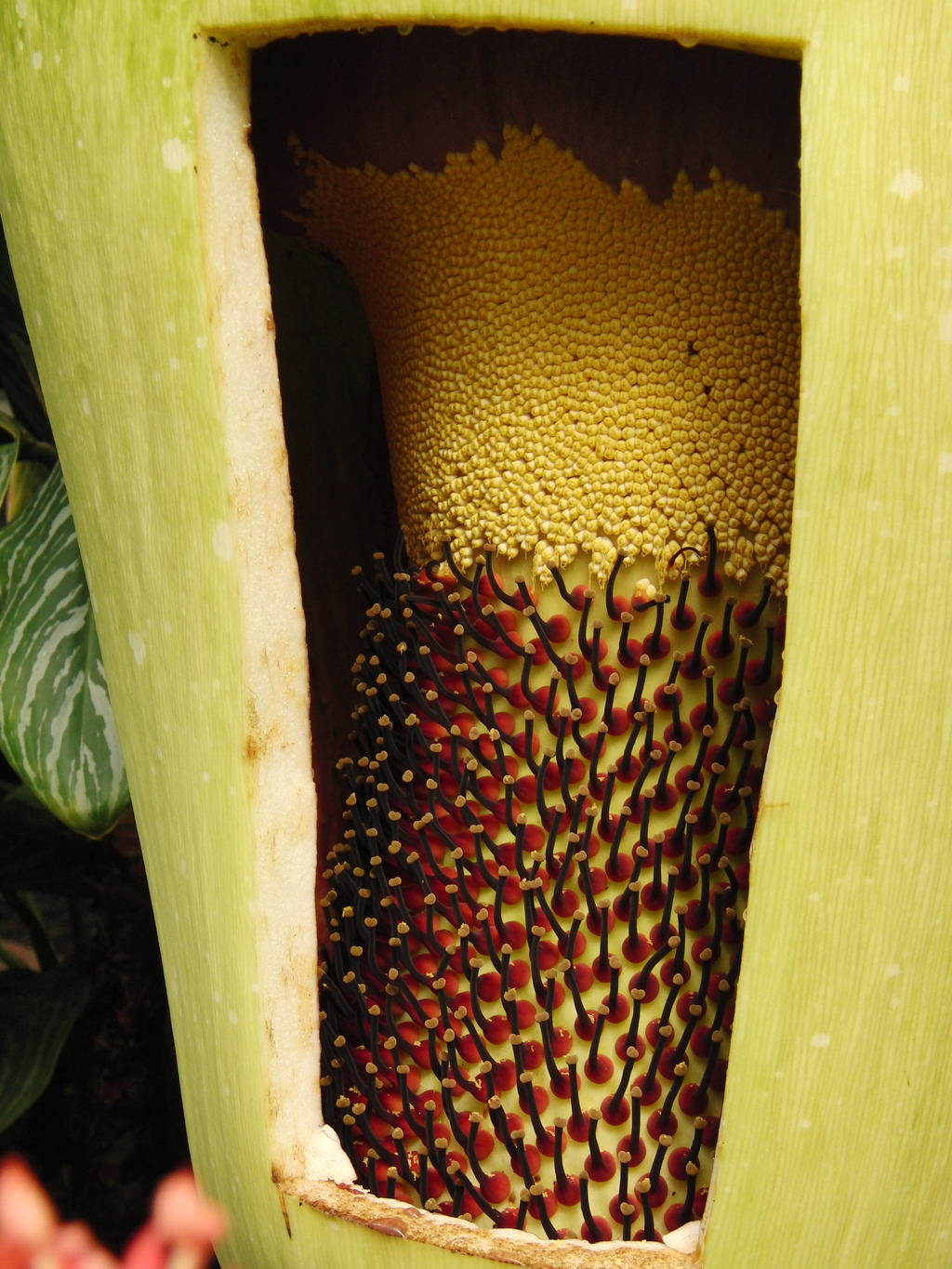
Détail des fleurs à la base du spadice
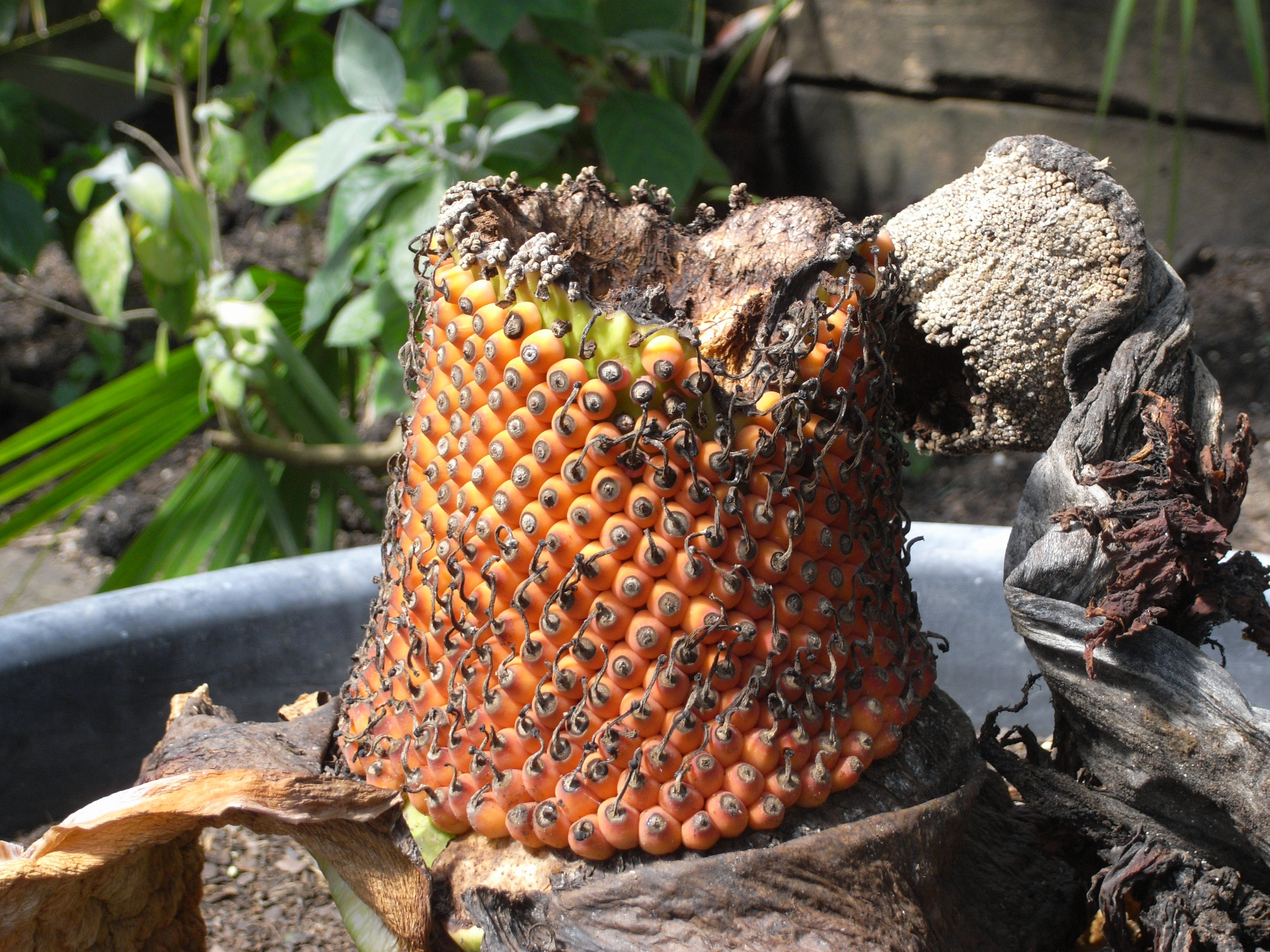
Fruits en cours de maturation
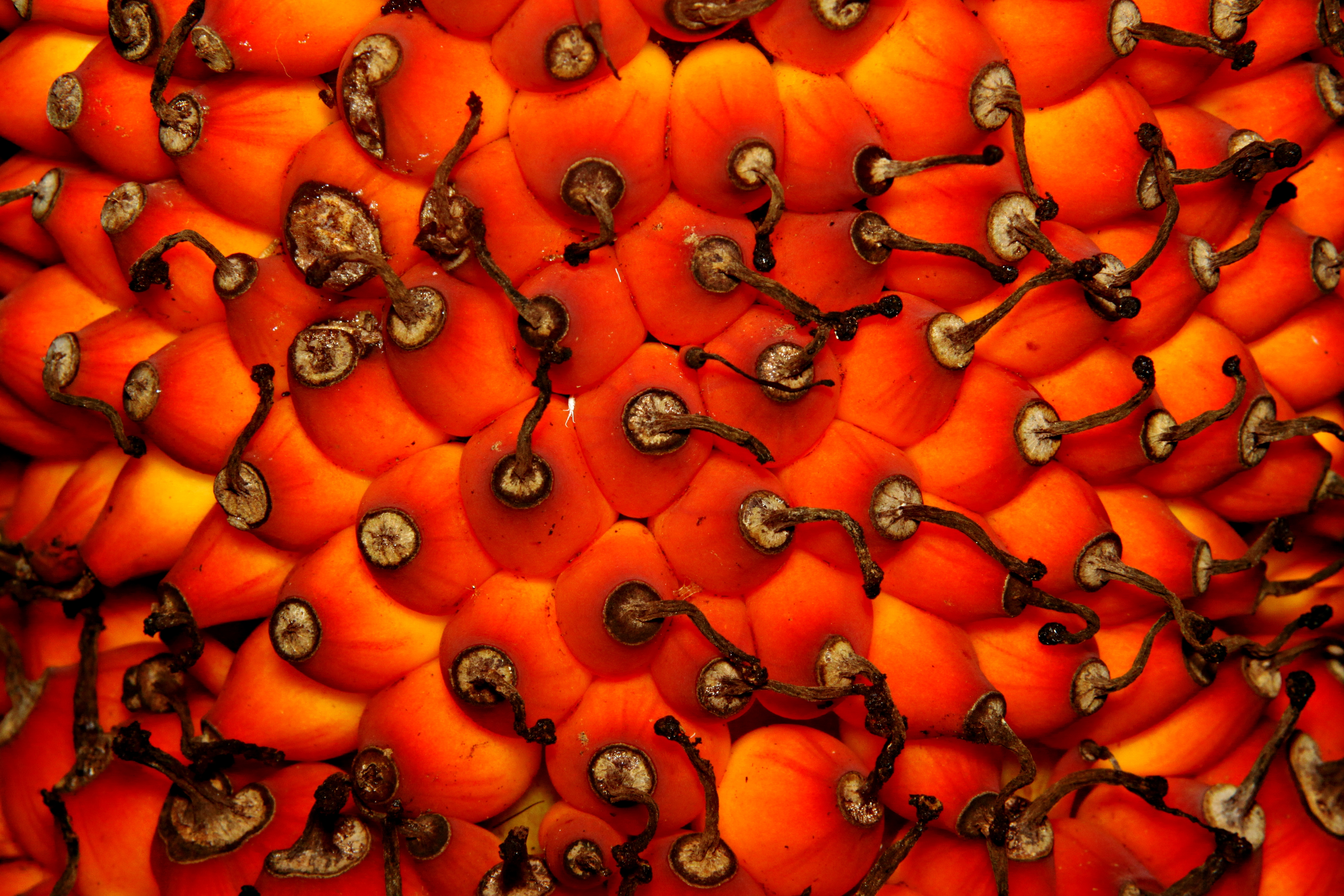
Détail des fruits mûrs
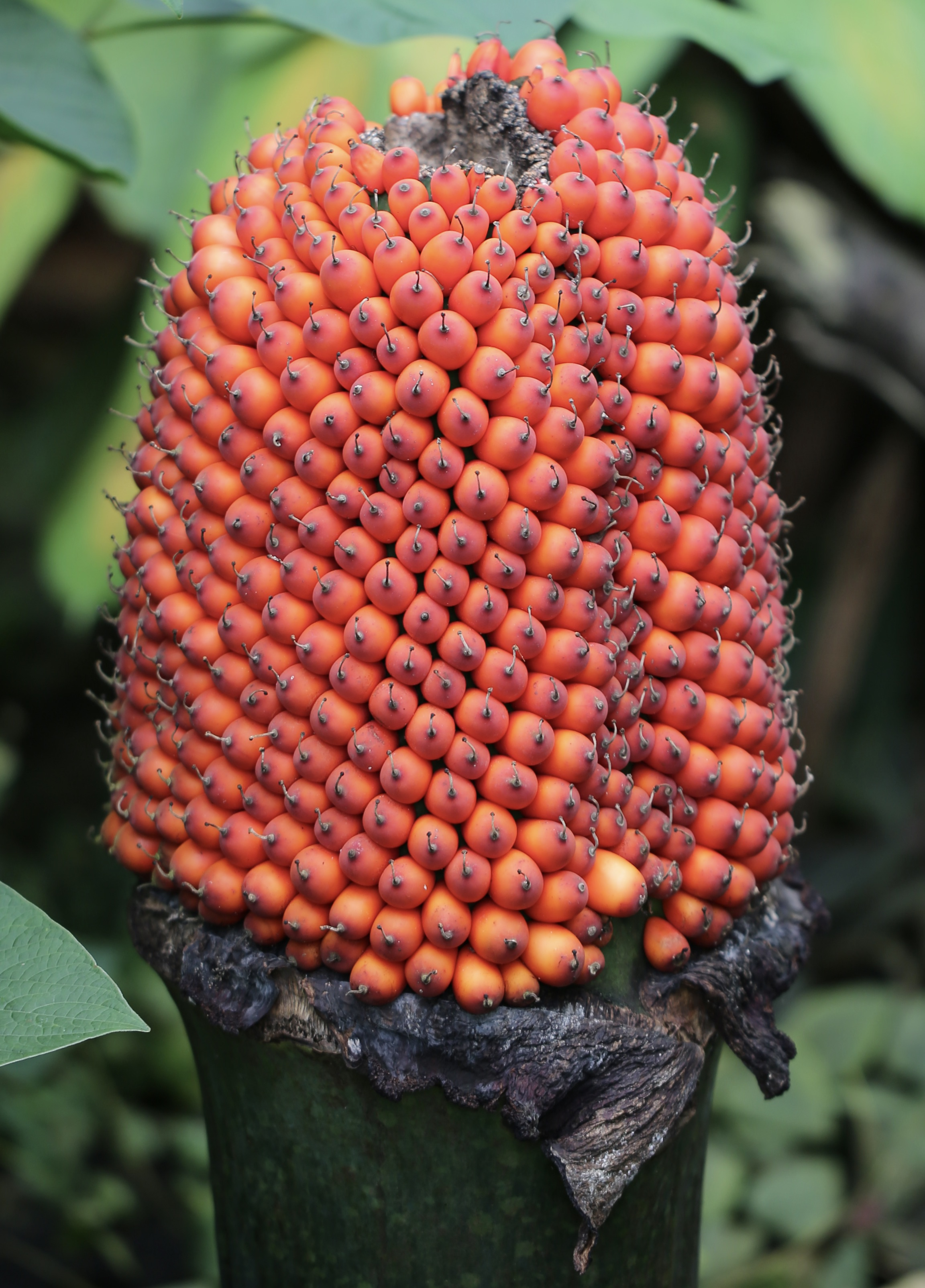
Fruits

## Distribution et écologie
Amorphophallus titanum est une espèce endémique de Sumatra où il croît dans les forêts tropicales humides de la partie occidentale de l'île. Il fleurit entre octobre et mars, durant la saison des pluies et ses fruits sont mangés par les calaos.

## Découverte et mise en culture

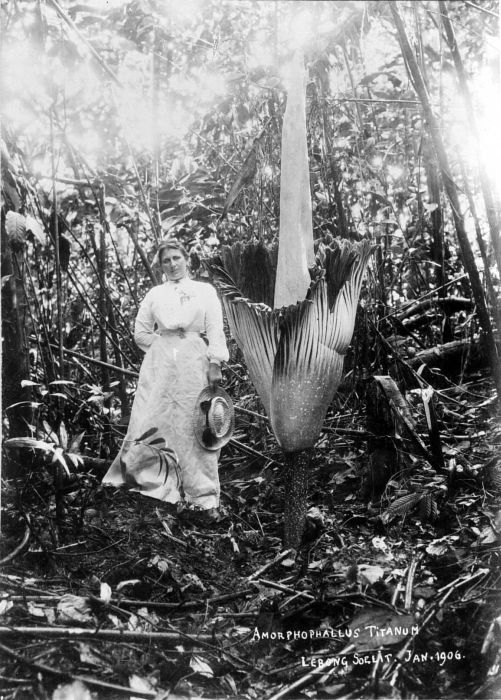
Une touriste européenne posant à côté d'un Arum titan dans la forêt à Bengkulu en 1906

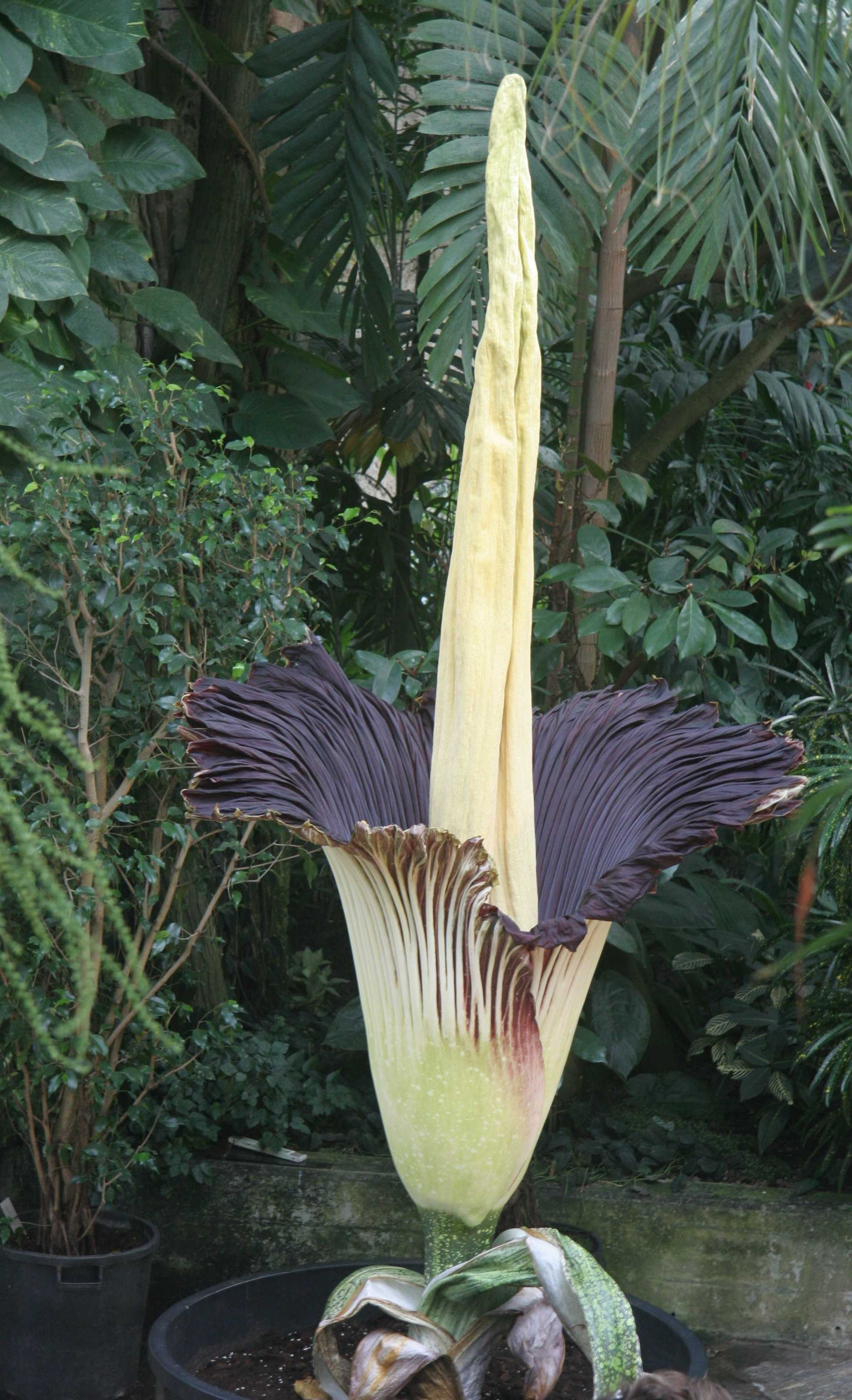
Arum titan épanoui au jardin botanique de Stuttgart

L'Arum titan a été découvert dans le Bukit Barisan, le 5 septembre 1878 par le botaniste italien Odoardo Beccari. La même année, Beccari envoie à Florence des tubercules et de nombreuses graines ; les tubercules dépérissent, mais les graines germent et, début 1879, quelques plantules sont envoyées aux Jardins botaniques royaux de Kew en Grande-Bretagne où, pour la première fois en Europe, la plante fleurit 10 ans plus tard, en juillet 1889, tandis que les plantules restées à Florence ne survivent pas. 

Dès 1880, l'établissement belge d'introduction et d'horticulture J. Linden propose Amorphophallus titanum à la vente au prix de 125 francs belges, avec la description suivante : 

« Plante curieuse à plus d'un titre et dont les journaux horticoles se sont beaucoup occupés [sic] ; elle a été découverte dans l'île de Sumatra par le docteur Beccari. — Les tubercules dépassent en grosseur un mètre et demi de circonférence. — La végétation totale de la plante atteint 3 m de hauteur et couvre une surface de 5 mètres de diamètre ! »

De nouveaux tubercules sont importés en Europe et plusieurs floraisons sont observées dans les jardins botaniques de Kew (1901, 1926 et 1929) et Hambourg (1929 et 1930).
En 1937 survient au Jardin botanique de New York la première floraison recensée sur le continent américain.
En 2007, l'espèce était cultivée dans 27 jardins botaniques.
Au début des années 2000, le nombre de cas de floraison ex situ rendus publics a beaucoup augmenté, et en 2012 une vingtaine de floraisons ont été signalées en culture à travers le monde. En France, une floraison a été obtenue pour la première fois en juillet 2003 au conservatoire botanique de Brest.
En 2008, la première floraison est observée dans les serres du Jardin botanique national de Belgique.
En 2023, une floraison a lieu au jardin botanique Jean-Marie-Pelt à Villers-lès-Nancy (Meurthe-et-Moselle),,.
En août 2024, le Jardin botanique de Meise annonce la floraison d'un spécimen d'arum titan de 3,22 mètres de haut pour 112 kilogrammes.

## Protection
Amorphophallus titanum était classé dans la liste des espèces vulnérables par l'UICN en 1997.

## Culture populaire
Un des épisodes des Simpson, intitulé Moe, le baby-sitter, fait référence à la médiatisation de l'éclosion de la fleur de l'Arum titan.
Walter O'Brien emmène Linda voir l'éclosion de l'Arum titan lors d'un rendez-vous galant dans l'épisode 22 de la saison 2 de la série télévisée Scorpion. Il souligne l'odeur de corps en décomposition lors de son éclosion.
Dans la bande dessinée Kid Paddle tome 18, la famille du héros l'emmène assister à une éclosion d'Arum titan, à son grand ennui. L'intérêt s'inverse à la découverte de l'odeur dégagée.